# Слово (премия)
«Сло́во» — российская премия за достижения в области сценарного мастерства. Учреждена 6 августа 2013 года, в первую годовщину со дня смерти российского киносценариста Валентина Черных, компанией «Кинослово» и супругой Валентина Константиновича, Людмилой Кожиновой.
Премия ориентирована, в первую очередь, на поддержку молодых сценаристов, укрепление престижа этой профессии и открытие новых имен в кинодраматургии. Включает денежный̆ грант для дебютантов и выпускников, а также памятный приз.
Президент премии «Слово», председатель Экспертного совета — Людмила Кожинова
Продюсер премии «Слово» — Пётр Ануров
С 2018 по 2020 годы премия не вручалась.

## 2014 год
26 марта 2014 года в Центральном доме художника состоялась I церемония вручения премии «Слово» по итогам 2013 кинематографического года.

#### Жюри
- Юрий Арабов — кинодраматург, председатель жюри
- Фёдор Бондарчук — актёр, режиссёр, продюсер
- Вера Глаголева — актриса, режиссёр
- Виктор Матизен — киновед
- Родимин Денис — сценарист, режиссёр
- Елена Яцура — продюсер

#### Экспертный совет
- Людмила Кожинова — киновед, доцент кафедры кинодраматургии ВГИК, заместитель председателя Правления гильдии кинодраматургов Союза кинематографистов России, председатель Экспертного совета
- Нелли Аржакова — редактор киностудии «Ленфильм»
- Мария Варденга — редактор, сценарист, креативный продюсер
- Дарья Виолина — редактор, сценарист, креативный продюсер
- Наталья Токарева — редактор кинокомпании «ПРОФИТ»
- Валерий Федорович — заместитель генерального продюсера телеканала ТНТ
- Анна Хадалаева — редактор студии «Кинослово»

### Победители и финалисты
Победители указаны первыми и выделены отдельным цветом 
| Номинации                                                  | Победители и финалисты            | Названия сценариев |
| ---------------------------------------------------------- | --------------------------------- | ------------------ |
| Лучший сценарный дебют в полнометражном игровом кинофильме | Екатерина Мавроматис              | «Стыд»             |
| Лучший сценарный дебют в полнометражном игровом кинофильме | Наталья Меркулова и Алексей Чупов | «Интимные места»   |
| Лучший сценарный дебют в полнометражном игровом кинофильме | Ирина Волкова и Константин Стешик | «Диалоги»          |
| Лучший дипломный сценарий                                  | Евгений Керов                     | «Собаки Нечаева»   |
| Лучший дипломный сценарий                                  | Мария Топаж                       | «Белый дух»        |
| Лучший дипломный сценарий                                  | Максим Нестеров                   | «Казан-баран»      |
| Лучший дипломный сценарий                                  | Ольга Займенцева                  | «Млечный путь»     |
| «За верность профессии»                                    | Рустам Ибрагимбеков               |                    |

## 2015 год
14 апреля 2015 года в Театральном центре «На Страстном» состоялась II церемония вручения премии «Слово» по итогам 2014 кинематографического года.

#### Жюри
- Юрий Коротков — кинодраматург, писатель, председатель жюри
- Сабина Еремеева — продюсер кино и телевидения
- Лариса Малюкова — киновед, обозреватель «Новой газеты»
- Александр Родионов — драматург, сценарист
- Сергей Снежкин — кинорежиссёр, продюсер
- Елена Яковлева — актриса театра и кино

#### Экспертный совет
- Людмила Кожинова — киновед, доцент кафедры кинодраматургии ВГИК, заместитель председателя Правления гильдии кинодраматургов Союза кинематографистов России, председатель Экспертного совета
- Нелли Аржакова — редактор киностудии «Ленфильм»
- Мария Варденга — редактор, сценарист, креативный продюсер
- Александр Архипов — главный редактор кинокомпании «СТВ»
- Ася Гергова — креативный продюсер студии «Про100 фильм»
- Александр Пронин — педагог, сценарист
- Ирина Яшина — редактор кинокомпании «ПРОФИТ»

### Победители и финалисты
Победители указаны первыми и выделены отдельным цветом 
| Номинации                                                  | Победители и финалисты                 | Названия сценариев                                 |
| ---------------------------------------------------------- | -------------------------------------- | -------------------------------------------------- |
| Лучший дипломный сценарий                                  | Алексей Бородачёв                      | «Как Витька Чеснок вёз Лёху Штыря в дом инвалидов» |
| Лучший дипломный сценарий                                  | Анна Курбатова                         | «Назови имя своё»                                  |
| Лучший дипломный сценарий                                  | Юлия Петрова                           | «Мой личный космос»                                |
| Лучший сценарный дебют в полнометражном игровом кинофильме | Дмитрий Ланчихин и Иван И. Твердовский | «Класс коррекции»                                  |
| Лучший сценарный дебют в полнометражном игровом кинофильме | Наталия Мещанинова и Любовь Мульменко  | «Ещё один год»                                     |
| Лучший сценарный дебют в полнометражном игровом кинофильме | Рустам Мосафир и Константин Сухарьков  | «Беглецы»                                          |
| Лучший сценарий полнометражного игрового фильма            | Андрей Звягинцев и Олег Негин          | «Левиафан»                                         |
| Лучший сценарий полнометражного игрового фильма            | Елена Киселёва и Андрей Кончаловский   | «Белые ночи почтальона Алексея Тряпицына»          |
| Лучший сценарий полнометражного игрового фильма            | Елена Гремина                          | «Братья Ч»                                         |
| Лучший сценарий полнометражного игрового фильма            | Юрий Быков                             | «Дурак»                                            |
| Лучший сценарий телевизионного фильма                      | Николай Лырчиков                       | «Уходящая натура»                                  |
| Лучший сценарий телевизионного фильма                      | Илья Куликов и Евгений Никишов         | «Чернобыль. Зона отчуждения»                       |
| Лучший сценарий телевизионного фильма                      | Александр Щербаков                     | «Мажор»                                            |
| Лучший сценарий телевизионного фильма                      | Дмитрий Константинов                   | «Чудотворец»                                       |
| «За верность профессии»                                    | Одельша Агишев                         |                                                    |

## 2016 год
22 марта 2016 года в Центре им. Вс. Мейерхольда состоялась III церемония вручения премии «Слово» по итогам 2015 кинематографического года.

#### Жюри
- Александр Бородянский — сценарист, кинорежиссёр, председатель жюри
- Ситора Алиева — программный директор фестиваля «Кинотавр», актриса
- Игорь Волошин — кинорежиссёр, сценарист, актёр
- Николай Куликов — сценарист, актёр
- Виктория Толстоганова — актриса театра и кино
- Джаник Файзиев — продюсер, режиссёр

#### Экспертный совет
- Александр Архипов — сценарист
- Василий Клепацкий — главный редактор кинокомпании «Марс Медиа»
- Всеволод Коршунов — сценарист, редактор, киновед
- Александр Пронин — сценарист
- Ирина Сергиевская — актриса
- Ольга Шенторович — продюсер, главный редактор компании «Среда»

### Победители и финалисты
Победители указаны первыми и выделены отдельным цветом 
| Номинации                                      | Победители и финалисты                                               | Названия сценариев         |
| ---------------------------------------------- | -------------------------------------------------------------------- | -------------------------- |
| Лучший дипломный сценарий                      | Алексей Юрьев                                                        | «Последнее путешествие»    |
| Лучший дипломный сценарий                      | Наталия Дементьева                                                   | «Москвичи»                 |
| Лучший дипломный сценарий                      | Игорь Николаев                                                       | «Как-то так»               |
| Лучший сценарный дебют в полнометражном фильме | Михаил Местецкий                                                     | «Тряпичный союз»           |
| Лучший сценарный дебют в полнометражном фильме | Наталья Кудряшова                                                    | «Пионеры-герои»            |
| Лучший сценарный дебют в полнометражном фильме | Владимир Серышев                                                     | «Парень с нашего кладбища» |
| Лучший сценарий полнометражного фильма         | Василий Сигарев и Андрей Ильенков                                    | «Страна ОЗ»                |
| Лучший сценарий полнометражного фильма         | Юрий Арабов                                                          | «Орлеан»                   |
| Лучший сценарий полнометражного фильма         | Александр Миндадзе                                                   | «Милый Ханс, дорогой Пётр» |
| Лучший сценарий телевизионного фильма          | Дмитрий Иванов и Олег Маловичко                                      | «Метод»                    |
| Лучший сценарий телевизионного фильма          | Дарья Грацевич                                                       | «Измены»                   |
| Лучший сценарий телевизионного фильма          | Зоя Кудря                                                            | «Палач»                    |
| Лучший сценарий телевизионного фильма          | Маргарита Удовиченко, Сергей Муратов при участии Татьяны Соломатиной | «Тест на беременность»     |
| Приз президента премии «Слово»                 | Елена Райская                                                        | «Однажды в Ростове»        |
| «За верность профессии»                        | Александр Митта                                                      |                            |

## 2017
27 ноября 2017 года в Гоголь-центре состоялась IV церемония вручения премии «Слово» по итогам 2016 кинематографического года.

### Жюри
- Владимир Хотиненко — режиссёр, сценарист, продюсер, председатель жюри
- Олег Маловичко — сценарист
- Марина Жигалова-Озкан — генеральный директор «Уолт Дисней Компани СНГ»
- Николай Хомерики — режиссёр
- Стас Тыркин — кинокритик и программный директор фестиваля «Движение»
- Юлия Хлынина — актриса

### Победители и финалисты
Победители указаны первыми и выделены отдельным цветом 
| Номинации                                      | Победители и финалисты                                            | Названия сценариев       |
| ---------------------------------------------- | ----------------------------------------------------------------- | ------------------------ |
| Лучший дипломный сценарий                      | Серафима Головченко                                               | «Чупакабра»              |
| Лучший дипломный сценарий                      | Арина Кузнецова                                                   | «Сын Надежды»            |
| Лучший дипломный сценарий                      | Мария Реимбердиева                                                | «Длительные свидания»    |
| Лучший сценарный дебют в полнометражном фильме | Антон Бильжо, Евгений Керов, Людмила Круглова                     | «Рыба-мечта»             |
| Лучший сценарный дебют в полнометражном фильме | Алексей Красовский                                                | «Коллектор»              |
| Лучший сценарный дебют в полнометражном фильме | Анастасия Пальчикова                                              | «Её звали Муму»          |
| Лучший сценарий полнометражного фильма         | Андрей Кончаловский и Елена Киселева                              | «Рай»                    |
| Лучший сценарий полнометражного фильма         | Алексей Мизгирёв                                                  | «Дуэлянт»                |
| Лучший сценарий полнометражного фильма         | Иван И. Твердовский                                               | «Зоология»               |
| Лучший сценарий телевизионного фильма          | Григорий Константинопольский                                      | «Пьяная фирма»           |
| Лучший сценарий телевизионного фильма          | Илья Куликов                                                      | «Полицейский с Рублёвки» |
| Лучший сценарий телевизионного фильма          | Елена Райская                                                     | «Таинственная страсть»   |
| Лучший сценарий семейного фильма               | Михаил Местецкий, Роман Кантор, Оксана Карас                      | «Хороший мальчик»        |
| Лучший сценарий семейного фильма               | Эдуард Бордуков                                                   | «Коробка»                |
| Лучший сценарий семейного фильма               | Михаил Местецкий, Алексей Казаков, Виталий Шляппо, Алексей Троцюк | «СуперБобровы»           |
| Приз президента премии «Слово»                 | Вера Глаголева                                                    |                          |
| «За верность профессии»                        | Наталия Рязанцева                                                 |                          |

## 2021
21 мая 2021 года в Московском драматическом театре имени А. С. Пушкина состоится V церемония вручения премии «Слово» по итогам 2020 кинематографического года.

### Жюри
- Павел Лунгин — кинорежиссёр, сценарист, продюсер, председатель жюри
- Виктория Исакова — актриса
- Дарья Грацевич — сценарист
- Игорь Вдовин — композитор
- Влад Опельянц — оператор
- Игорь Мишин — продюсер

### Победители и финалисты
Победители указаны первыми и выделены отдельным цветом 
| Номинации                                                                         | Победители и финалисты                                               | Названия сценариев  |
| --------------------------------------------------------------------------------- | -------------------------------------------------------------------- | ------------------- |
| Лучший дипломный сценарий                                                         | Уля Мартьянова                                                       | «Смертинет»         |
| Лучший дипломный сценарий                                                         | Ирина Казьмина                                                       | «Инсайдер»          |
| Лучший дипломный сценарий                                                         | Анастасия Матвеева                                                   | «Ольга»             |
| Лучший сценарный дебют в полнометражном фильме                                    | Исмаил Сафарали, Мария Зелинская, Рустам Мамедов                     | «Дочь рыбака»       |
| Лучший сценарный дебют в полнометражном фильме                                    | Мария Игнатенко                                                      | «Город уснул»       |
| Лучший сценарный дебют в полнометражном фильме                                    | Дмитрий Рудаков                                                      | «Сентенция»         |
| Лучший сценарий полнометражного фильма                                            | Елена Киселёва, Андрей Кончаловский                                  | «Дорогие товарищи!» |
| Лучший сценарий полнометражного фильма                                            | Михаил Сегал                                                         | «Глубже!»           |
| Лучший сценарий полнометражного фильма                                            | Дмитрий Давыдов                                                      | «Пугало»            |
| Лучший сценарий полнометражного фильма                                            | Иван И. Твердовский                                                  | «Конференция»       |
| Лучший сценарий сериала                                                           | Эдуард Оганесян, Настя Кузнецова (участие), Антон Коломеец (участие) | «Чики»              |
| Лучший сценарий сериала                                                           | Андрей Золотарев, Лев Мурзенко, Александра Ремизова                  | «Триггер»           |
| Лучший сценарий сериала                                                           | Илья Куликов, Василий Внуков, Александр Сысоев                       | «Перевал Дятлова»   |
| Специальный приз онлайн-кинотеатра KION «Шоураннер — триумф профессии сценариста» | Илья Куликов                                                         |                     |
| «За верность профессии»                                                           | Андрей Смирнов                                                       |                     |